# لانس درير
لانس درير (بالإنجليزية: Lance Dreher)‏ هو مدرب حياة ‏ أمريكي، ولد في 1955.